# Proton (família de foguetes)

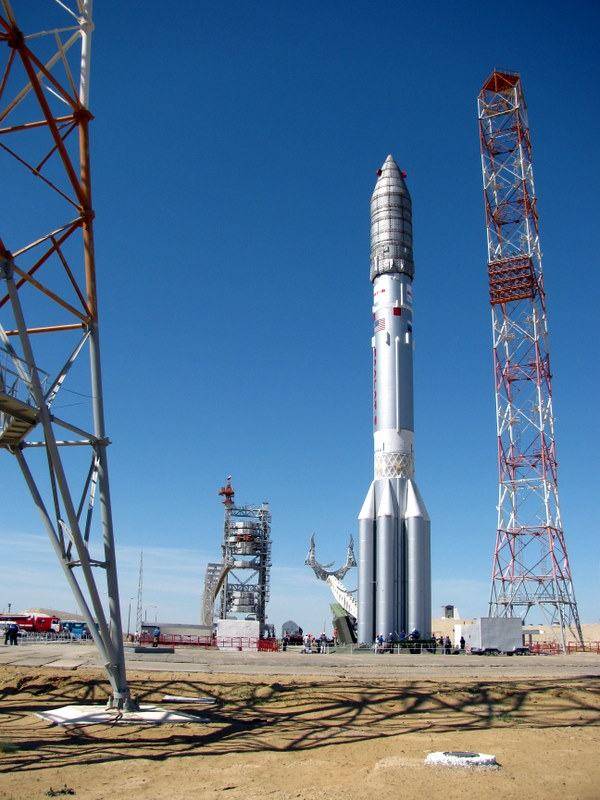
Um foguete Proton-M sendo posicionado para lançamento.

Proton, em russo, Протон - é o nome que designa uma família de veículos de lançamento descartáveis
desenvolvidos pela União Soviética desde a década de 1960. Com a designação oficial de UR-500, foi desenvolvido para ser um 
"super ICBM", com capacidade de lançar ogivas de mais de 100 megatons a distâncias de 13.000 km.
O primeiro lançamento do foguete aconteceu em julho de 1965, quando levou ao espaço uma estação de pesquisa científica de 12,2 t.
A família de foguetes Proton levou ao espaço diversos aparelhos, entre eles as estações espaciais Salyut e Mir, 
e é usada pela Rússia até os dias de hoje.
Em 1967, o foguete foi aperfeiçoado para ser utilizado exclusivamente para missões espaciais. Os lançamentos aconteceram no 
cosmódromo de Baikonur, no Cazaquistão.

## Modelos
- Proton-K
- Proton-M